# BYD S8
BYD S8 — кабриолет, выпускавшийся китайской компанией BYD с 2009 по 2010 год. Впервые был представлен на автосалоне в Шанхае в 2006 году под индексом F8.

## Описание
Автомобиль имеет стальную крышу. Задняя часть аналогична Renault Megane CC, а передняя часть — Mercedes-Benz CLK.
BYD S8 являлся переднеприводным автомобилем с 2,0-литровым четырёхцилиндровым двигателем. Продавался только в Китае.

## Продажи
В 2009 году было продано 96 экземпляров, а в 2010 году — 7 экземпляров. В настоящее время автомобиль снят с производства. В общей сложности выпущено 103 экземпляра.